# Staad SO
| SG ist das Kürzel für den Kanton St. Gallen in der Schweiz. Es wird verwendet, um Verwechslungen mit anderen Einträgen des Namens Staad zu vermeiden. |

Staad ist eine zur Stadt Grenchen gehörende Ortschaft im Bezirk Lebern des Kantons Solothurn, in der Schweiz.

## Geografie

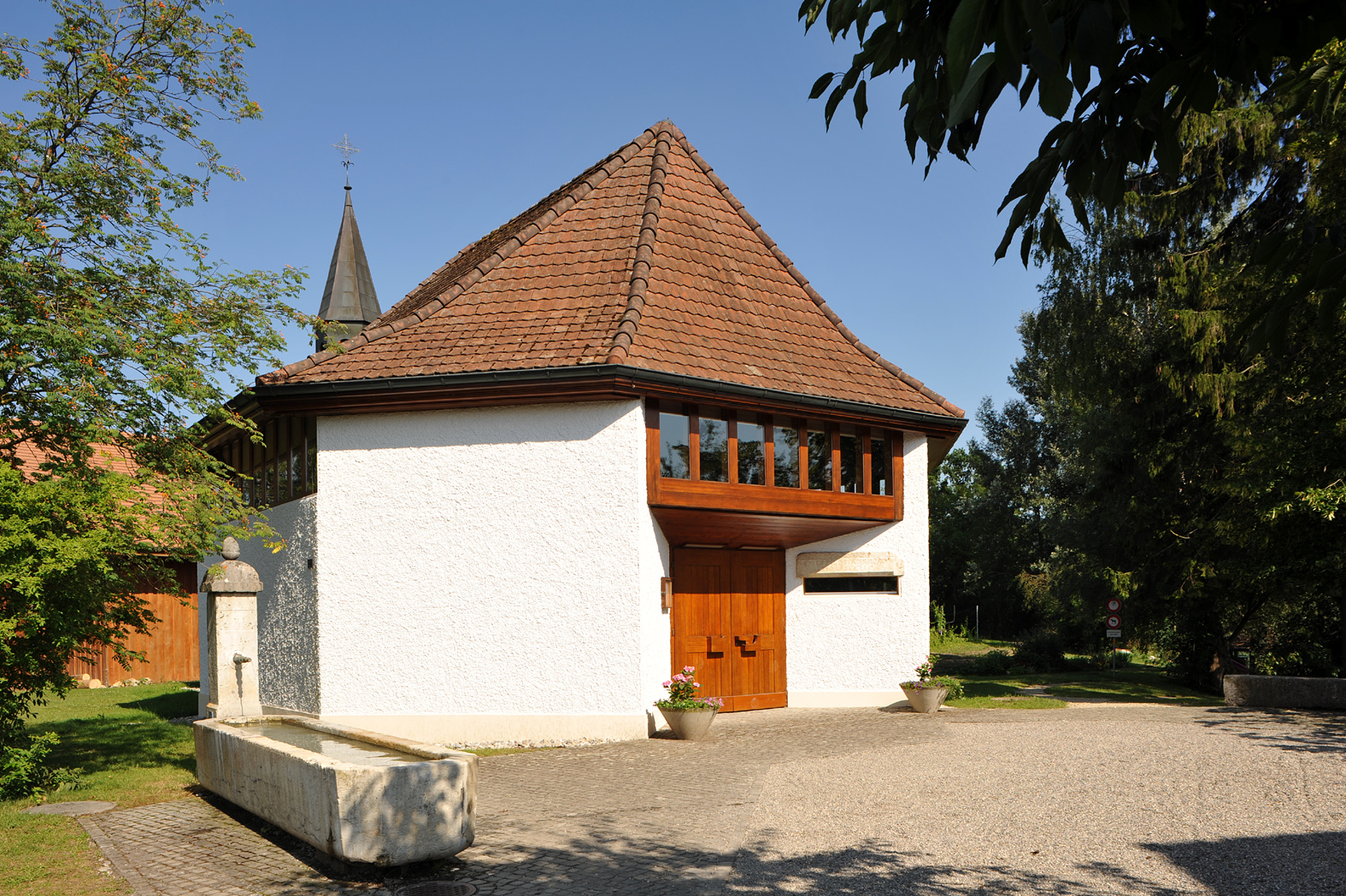
Kapelle von Staad

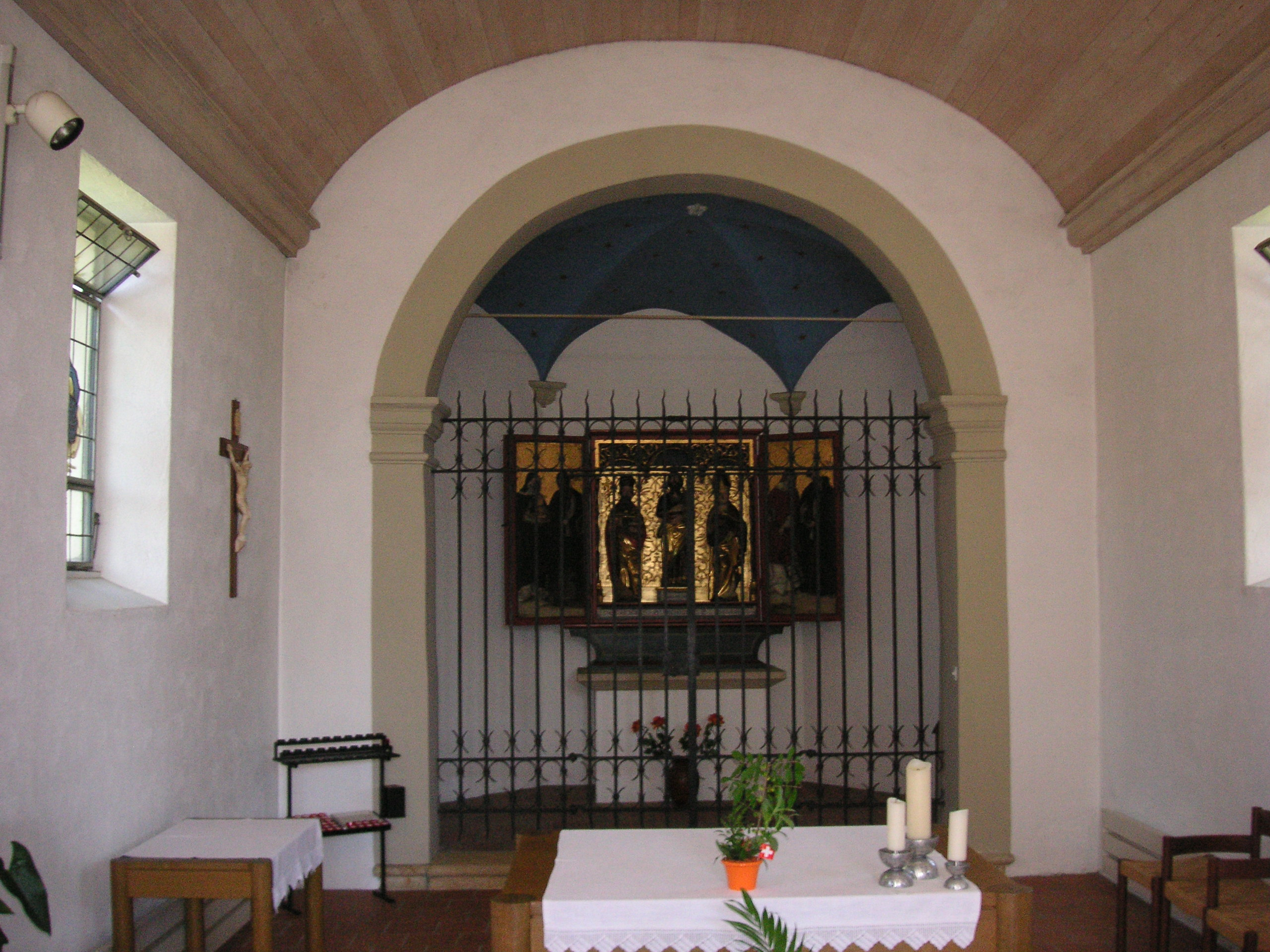
Kapelle von Staad innen

Staad liegt auf 425 m ü. M., 12 km westsüdwestlich des Kantonshauptortes Solothurn (Luftlinie). Das Dorf befindet sich südlich von Grenchen am Nordufer der Aare. Südliche Nachbargemeinde jenseits der Aare ist Rüti BE.

## Geschichte
Staad war im Mittelalter ein Fischerdorf, das auch Grenchen und Bettlach mit seinem Fang versorgte; auch ein Fisch-Zehnten existierte. Eine Landkarte von 1875 (aus Siegfried-Atlas) beweist, dass das Dorf (noch als "Stad" – altsprachlich für Stelle am Ufer – geschrieben) damals bereits in Grenchen eingemeindet war. Sie zeigt zudem, dass es sich bezüglich Siedlungsgrösse vom heutigen Zustand nicht sehr stark unterschied. Um 1875 gab es hier eine kleine Fähre, die über die Aare nach Rüti hinüber führte. Zudem war der Wald um diese Zeit schon stark eingeschlagen, es wurde auch Landwirtschaft betrieben.

## Kapelle
Die Kapelle von Staad ist 1715 erbaut worden und wurde dem heiligen Nikolaus geweiht. Sie wurde 1980/81 erweitert. Im Flügelaltar befindet sich ein gotisches Meisterwerk des Berners Peter Kallenberg aus dem Jahr 1522.

## Tourismus
Staad liegt an der Velo- und Kanuroute Biel-Solothurn und verfügt über einen kleinen Zeltplatz, ein Restaurant und Busverbindung (Rufbus) nach Grenchen. Zudem finden sich beim Sandloch (ein einfach zugänglicher Badeort zur Aare) jedes Jahr bei warmen Wetter zahlreiche Badegäste ein.
Koordinaten: 47° 10′ N, 7° 24′ O; CH1903: 597577 / 223721